# Рамзес IX
Рамзес IX (Neferkare Setepenre Ramesses/Khaemwaset) е осми фараон от Двадесета династия на Древен Египет. Управлява ок. 1129 – 1111 г. пр.н.е. или 1123 – 1104 г. пр.н.е.

## Произход
Вероятно Рамзес IX е внук на Рамзес III и племенник на Рамзес VIII, когото наследява като фараон. Негов баща е принц Montuherkhopshef, един от синовете на Рамзес III.

## Управление
19-годишното управление на Рамзес IX отначало донася известна стабилизация в държавата, но не успява да предотврати настъпващият период на упадък. Неуспешен бил опитът на фараона да намали корупцията сред чиновниците и наместниците. Поради слаби реколти се появил недостиг на зърно и се задълбочили икономическите затруднения. Бившите служители от некропола и жреците започнали да ограбват богатствата от гробниците на фараоните в Тива. Серия папируси от 16/17 година на Рамзес IX документират скандала и разследването на грабежите, които въпреки това не спират.
Около 8 – 15 година от възкачването на Рамзес IX либийски номади нахлуват от западната пустиня и стигат до Тива. Техните грабителски нападения принуждават работниците в царския погребален комплекс да прекратят работата си. Към средата на царуването на Рамзес IX Горен Египет напълно попаднал под контрола на могъщото жречество, в лицето на Аменхотеп, върховния жрец на Амон в Тива, който в релефи от Карнак е изобразен с еднакъв ръст като този на фараона.
Рамзес IX е последният фараон, чиято власт е засвидетелствана по надписи във Филистия (Гезер, югозападен Ханаан) и западния оазис Дахла. Това са късни свидетелства за последните остатъци от египетско влияние в Леванта, окупиран от т.нар. морски народи по времето на Рамзес III. Известни са военни действия, вероятно потушаване на въстание, в Северна Нубия. Рамзес IX управлява от резиденцията Пер-Рамзес в Делтата и издига няколко монумента в Хелиопол, Мемфис и Карнак. Негов наследник е Рамзес X.

## Гробница на Рамзес IX
Неговата гробница KV6 в Долината на Царете е открита през 1888 г. и не е била напълно готова, когато фараонът умира, за което подсказват набързо завършените декорации. Характерно за периода на късните Рамесиди, релефите започващи от входа на гробницата преминават в стенописи и рисунки, поради недостиг на време за работа. Скоро след погребението на Рамзес IX KV6 е била ограбена. Мумията е намерена през 1881 г. в Дейр ел-Бахри (DB 320), където е била препогребана при 21-ва династия. Останките са доста повредени и първоначално не са били изследвани от египтолозите.